# Cratere Yara
Yara è un cratere sulla superficie di Tritone.